# ランス (マルヌ県)
ランス（Reims [ʁɛ̃s] ( 音声ファイル)）は、フランス北部にあるグラン・テスト地域圏・マルヌ県の郡および市。

## 概要
人口は約18万人規模（2013年）の都市であり、フランスでは12番目に大きい。
かつてフランス歴代国王の聖別戴冠式が行われた「ノートルダム大聖堂」が所在する。「戴冠の都市（la cité des sacres）」または「王たちの都市（la cité des rois）」とも呼ばれる。
また、数多くの有名なシャンパン・メゾン（メーカー）が拠点を置いている。由緒ある都市の地下には、総延長120キロに及ぶワイン貯蔵庫・カーヴが縦横に張り巡らされているなど、シャンパン醸造の一大中心地でもある。
街のランドマークとなる、ノートルダム大聖堂、トー宮殿、サン・レミ聖堂などは、ユネスコの世界遺産にも登録されている。
中でも、15世紀にジャンヌ・ダルクがシャルル7世を戴冠式に導いたノートルダム大聖堂には、毎年約150万人の観光客が訪れている。

## 地理
ランス市はフランス北部グラン・テスト地域圏マルヌ県の都市。首都のパリから東北東へ約130kmに位置している。
郊外には一面のブドウ畑が広がっており、シャンパーニュという地名の語源は「平原」を意味するラテン語のカンパニアに由来すると言われている。このような自然の地形が、道路網の発達を促したとも言われている。

## 歴史

ランス大聖堂でのジャンヌ・ダルクによるシャルル7世の戴冠式

ローマ支配以前のガリアでは、この地にはガリア人のレミ族（Remi、仏語：Rèmes）の中心的城市であるドゥロコルトルム（Durocortorum）があった。現在でもラテン語ではランスをドゥロコルトルムと呼ぶ。また現名のランス（Reims）は、レミ族（複数形Remis）の名が訛ったものと考えられている。
ローマ時代に遡る古い町で、3，4世紀の遺構であるマルス門（凱旋門）も残る。498年メロヴィング朝フランク王国のクローヴィス1世がこの地で聖別戴冠式を挙行した故事により、フランス王家の聖なる都市とされ、歴代国王の戴冠式が行われてきた。ノートルダム大聖堂は12世紀の建立である。1619年にはジャン＝バティスト・コルベールがこの町で生まれている。町は第一次世界大戦で戦場となり、破壊されたことがある。第二次世界大戦中は、1945年2月以降ヴェルサイユより移転した連合国遠征軍最高司令部が置かれ、1945年5月7日、ドイツ代表アルフレート・ヨードル上級大将はランスの司令部に向かい、連合国軍への降伏文書に署名を行った。1962年シャルル・ド・ゴールフランス大統領とコンラート・アデナウアー西ドイツ首相（いずれも当時）がこの地で会見し、歴史的な独仏和解が行われた。

## 対外関係

### 姉妹都市･提携都市
姉妹都市
- カンタベリー（イギリス連邦 イングランド国 南東イングランド地方 ケント州）
- アーヘン（ドイツ連邦共和国 ノルトライン･ヴェストファーレン州）
- ザルツブルク（オーストリア共和国 ザルツブルク州）
- フィレンツェ（イタリア共和国 トスカーナ州 フィレンツェ県）
- アーリントン郡（アメリカ合衆国 バージニア州）
- ブラザビル（コンゴ共和国 特別市）
- クトナー・ホラ（チェコ共和国 中央ボヘミア州）
- 名古屋（日本国 中部地方 愛知県）

## 教育
1548年にはすでに学術機関としてランス大学が創設されていたが、フランス革命期の1793年にフランス各地の大学同様に閉鎖された。現在の市内には、1967年に再設置されたランス大学の他、ネオマ・ビジネススクールなどがあり、現在2万人以上の学生が暮らす一大大学都市となっている。

### 大学
主な大学
- ランス大学シャンパーニュ＝アルデンヌ (en, URCA) - ランス大学の後継として1967年に設立。

## 交通

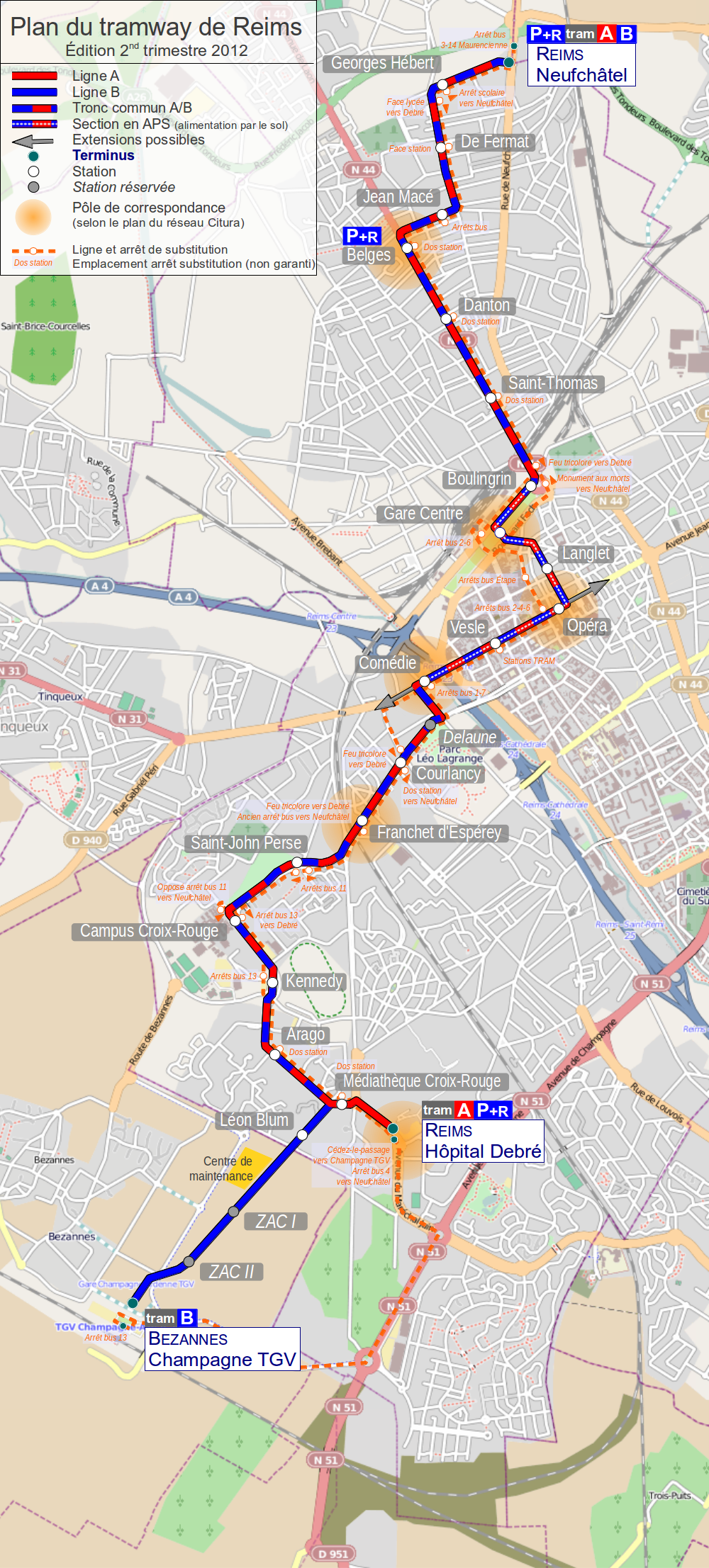
トラムウェイ･デ･ランスの路線図

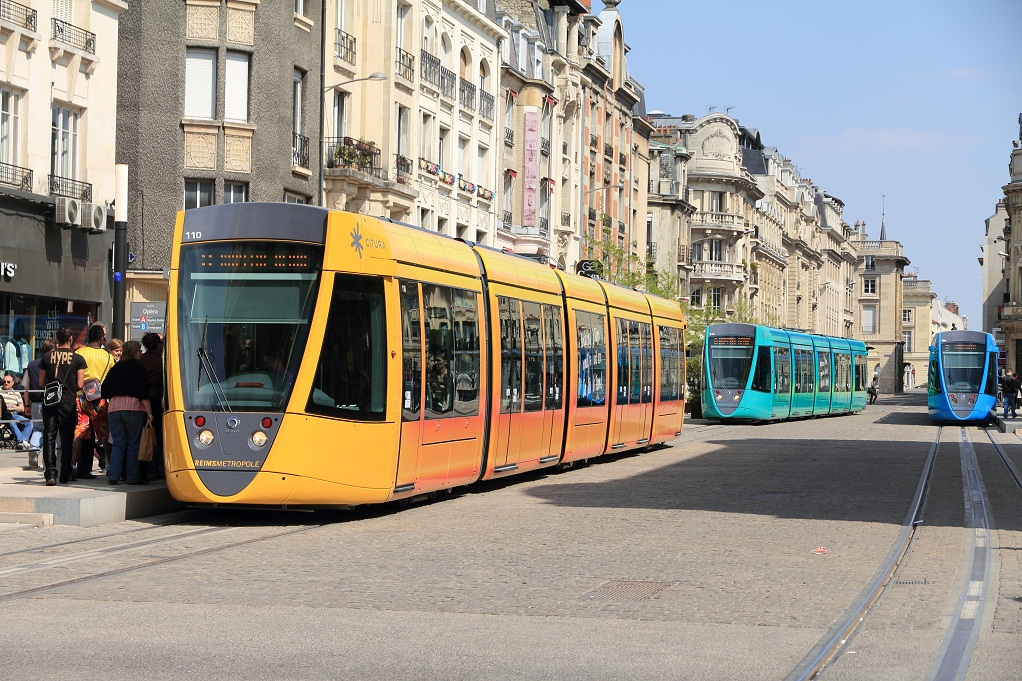
トラムウェイ･デ･ランス

パリから急行で1時間40分。平日で1日に10本ほどの便があるが、どこに行くにもパリを経由しなければならず、かなり不便であった。しかし、2007年6月に、ランス郊外のブザンヌにLGV東ヨーロッパ線のシャンパーニュ＝アルデンヌTGV駅が開通しパリまでの所要時間が約45分、シャルル・ドゴール空港から約30分に短縮された。また、市の南約5kmにシャンパーニュ=アルデンヌ-TGV駅が開業して、交通の便が飛躍的に向上した。
市内交通は、2011年に路面電車のトラムウェイ･デ･ランスが開通している。

### 鉄道

#### TGV
ランス駅にTGVが停車し、ランス近郊のブザンヌにもLGV東ヨーロッパ線のシャンパーニュ＝アルデンヌTGV駅が存在する。

#### 路面電車
- トラムウェイ･デ･ランス
  - 2011年に市内交通として整備された路面電車。

### バス

#### 路線バス
- 市内の路線バスは現在市バスのみ。路線数は24路線存在する。

### 道路
ランスは、ヨーロッパの主要な高速道路網の交差点となっている。

#### 高速道路
- パリ－ストラスブール高速道路（A4）
- アルデンヌ－ベルギー高速道路
- カレ－ディジョン－リオン高速道路

## 観光

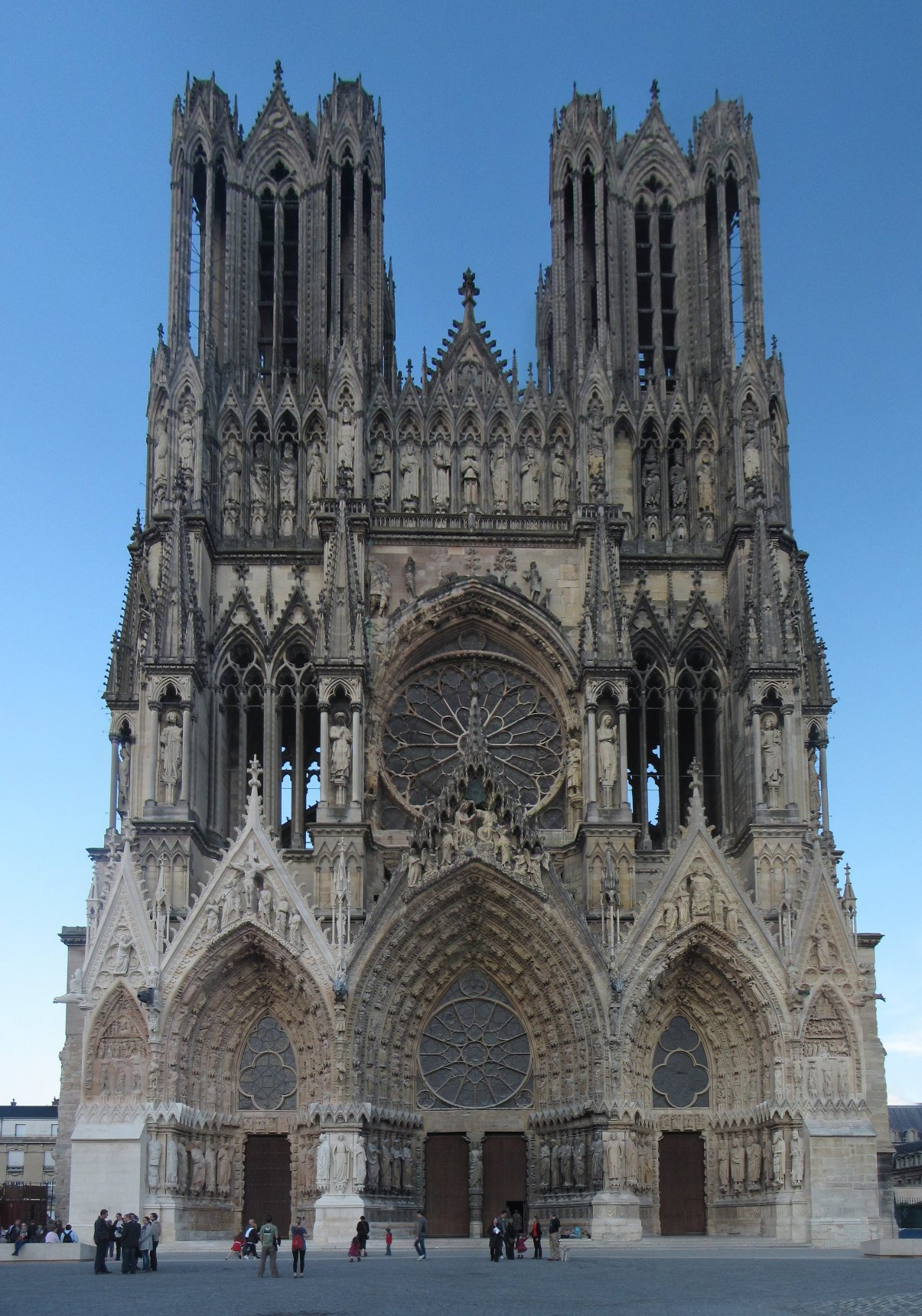
ノートルダム大聖堂

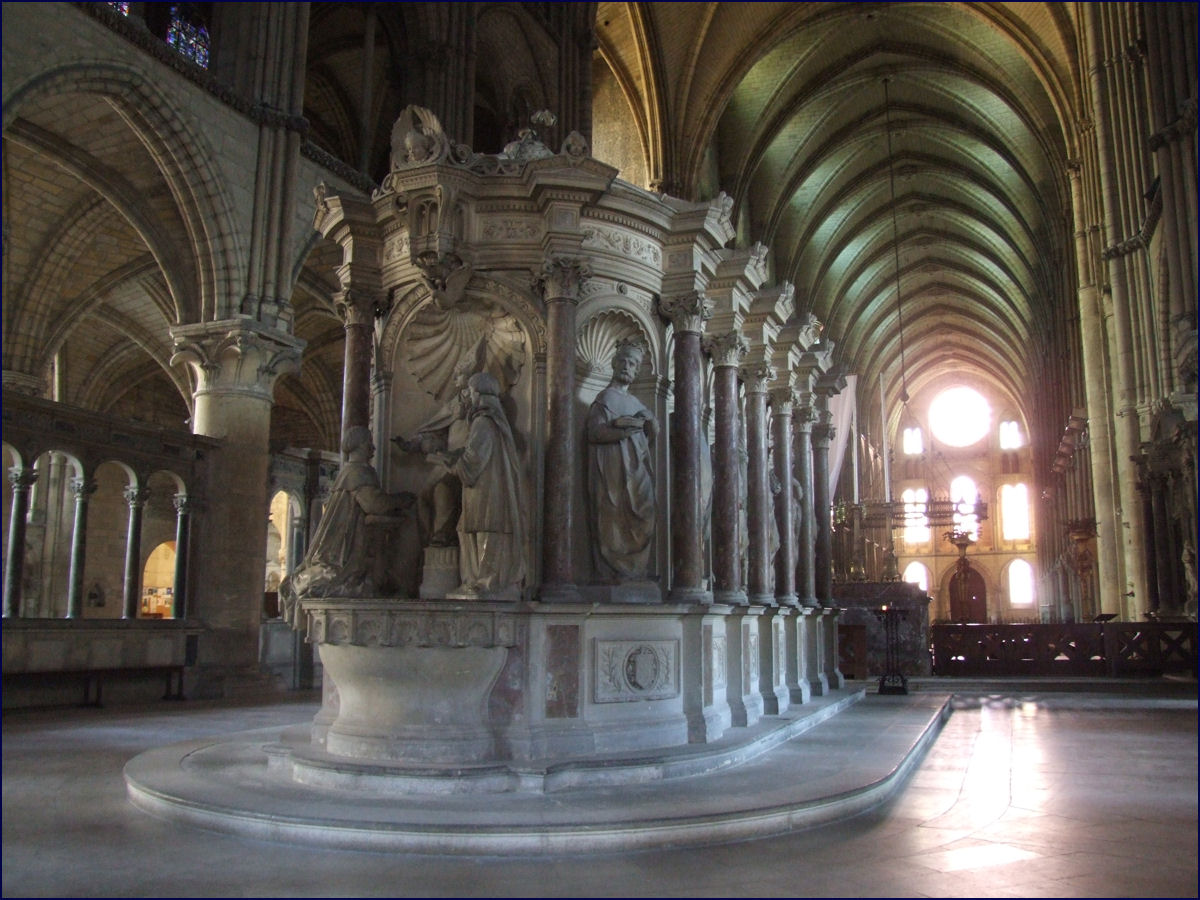
サン＝レミ聖堂内部

### 世界遺産
- ランスのノートルダム大聖堂、サン＝レミ旧大修道院、トー宮殿
  - ノートルダム大聖堂 - 代表的なゴシック建築
  - トー宮殿（ト宮殿）
  - サン＝レミ聖堂

以上の3ヶ所は「ランスのノートルダム大聖堂、サン＝レミ旧大修道院、トー宮殿」として、世界遺産リストに登録されている。

### 史跡･名勝
- ランス大聖堂　1211年に起工し、約百年かかって完成した。丸窓などフランスゴシックの特徴をもつ[1]。
- マルス門
- ランス美術館
- シャンパン・カーヴ/メゾン[2] - サン＝ニケーズ周辺のメゾンや、ランス地下に広がるカーヴには、世界遺産「シャンパーニュの丘陵、メゾンとカーヴ」に含まれるものがある。
- フジタ礼拝堂 - フランスで人気があった画家藤田嗣治が眠る地。自ら設計・内装した。シャンパン醸造業のマム社のメゾン敷地内にある[3]。
- ランス・グー

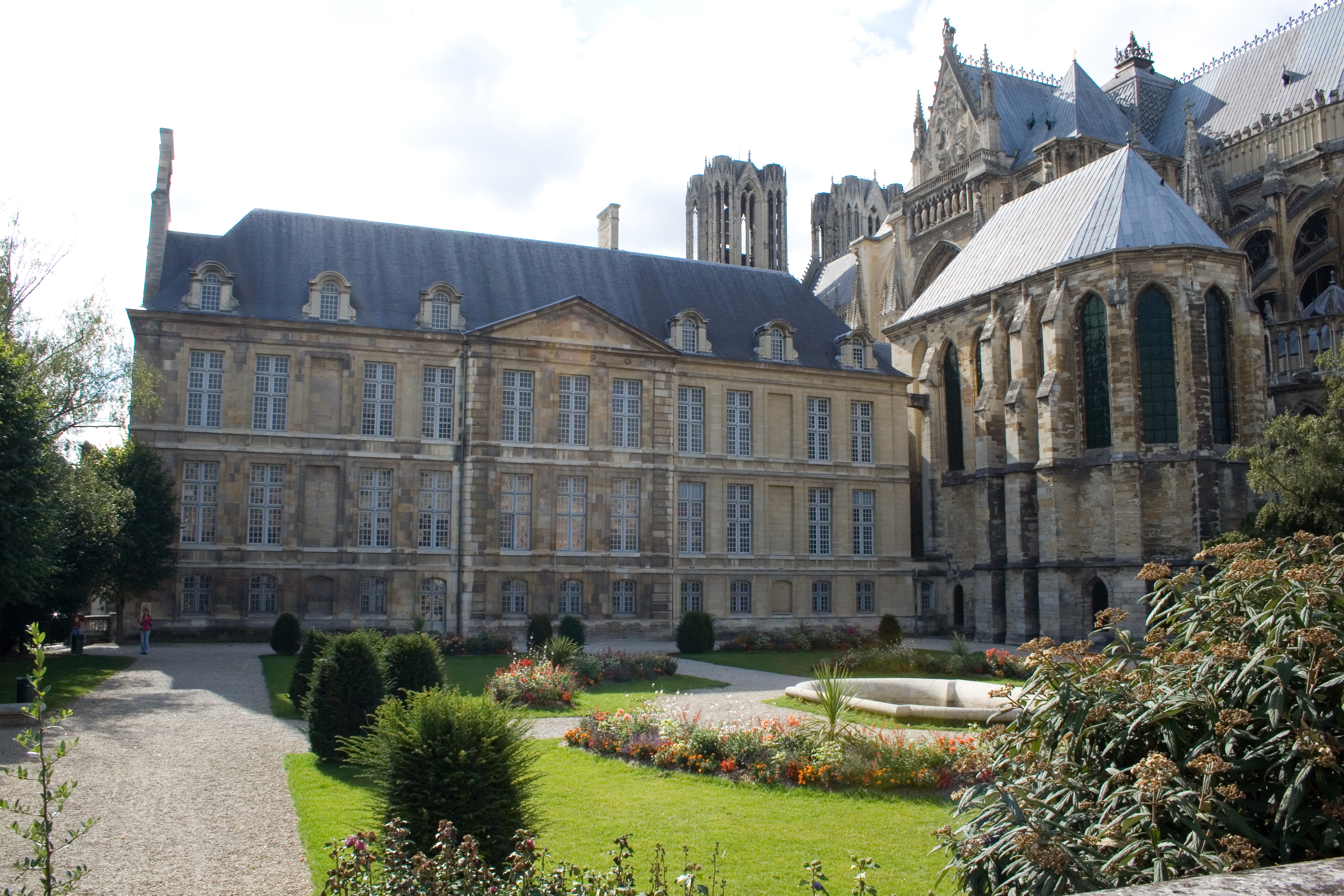
トー宮殿
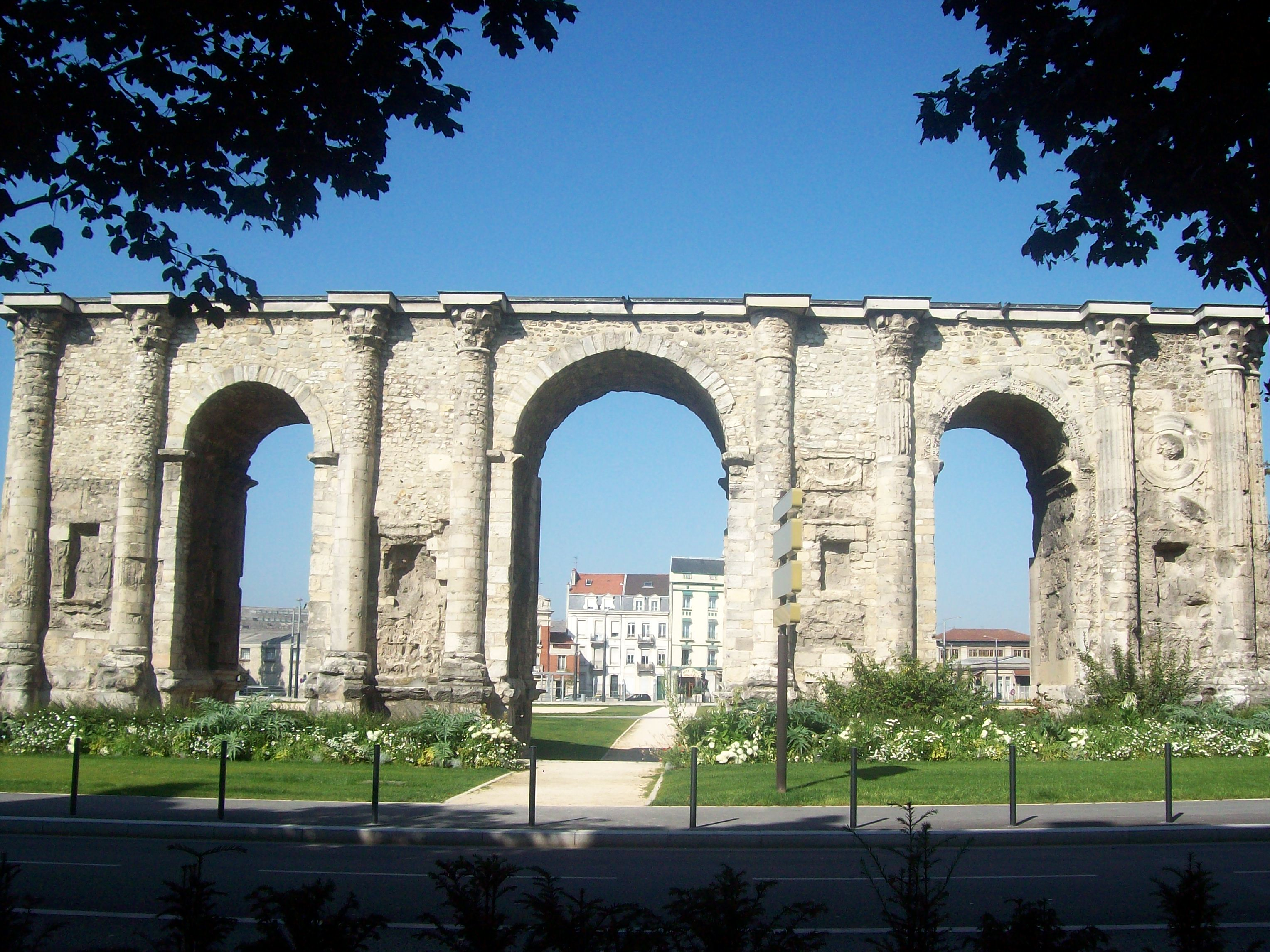
マルス門（凱旋門）

## スポーツ

### サッカー
ランスではサッカーが最も人気のスポーツとなっており、プロサッカーリーグのリーグ・アンに所属するスタッド・ランスがあり、リーグ優勝6回を数える古豪である。2022年7月29日には、日本代表の伊東純也が同クラブに移籍している。なお、フランスにはRCランスというクラブも存在するが、ホームタウンは「パ＝ド＝カレー県・ランス」（Lens）という別の自治体である。

### バスケットボール
リーグ・ナショナル・バスケットボール（LNB）のシャンパーニュシャロン・ランス・バスケットが本拠地を置いている。

## 著名な出身者
- ロベール・ピレス - サッカー選手
- ジャン・ボードリヤール - 思想家
- ロジェ・カイヨワ - 社会学者
- モーリス・アルブヴァクス - 社会学者
- アンリ・マルトー - ヴァイオリニスト
- ニコラ・ド・グリニー - 作曲家
- ジャン＝バティスト・コルベール - 政治家
- ジャン・ダヴィッド・モルヴァン - 漫画原作者

### その他
- ルイ・アントワーヌ・ド・サン＝ジュスト - フランス革命期の革命家。ランス大学にも通った
- 藤田嗣治 - 画家。フランスに帰化しフジタ礼拝堂に眠る